# Richard Price (filósofo)
Richard Price (Glamorgan, 23 de fevereiro de 1723 – Londres, 19 de abril de 1791) foi um filósofo, ministro da igreja dissidente da Inglaterra e político republicano liberal apoiador da revolução americana.

## Carreira
Ele também foi um reformador político e panfletário, ativo em causas radicais, republicanas e liberais, como as Revoluções Francesa e Americana. Ele era bem relacionado e promoveu a comunicação entre muitas pessoas, incluindo Thomas Jefferson, John Adams, George Washington, Mirabeau e o Marquês de Condorcet. De acordo com o historiador John Davies, Price foi "o maior pensador galês de todos os tempos".
Nascido em Llangeinor, perto de Bridgend, País de Gales, Price passou a maior parte de sua vida adulta como ministro da Igreja Unitária Newington Green, então nos arredores de Londres. Ele editou, publicou e desenvolveu o teorema de Bayes-Price e o campo da ciência atuarial. Ele também escreveu sobre questões de demografia e finanças e foi membro da Royal Society.

## Publicações
Em 1744, Price publicou um volume de sermões. No entanto, foi como escritor sobre questões financeiras e políticas que Price se tornou amplamente conhecido. Price rejeitava as noções cristãs tradicionais de pecado original e punição moral, defendendo a perfectibilidade da natureza humana, e também escreveu sobre questões teológicas. Além disso, produziu trabalhos sobre finanças, economia, probabilidade e seguro de vida.

### Thomas Bayes
Price foi convidado a se tornar o executor literário de Thomas Bayes, o matemático. Ele editou a obra principal de Bayes, An Essay Towards Solving a Problem in the Doctrine of Chances (1763), publicada nos Philosophical Transactions, que contém o Teorema de Bayes, um dos resultados fundamentais da teoria das probabilidades. Price escreveu a introdução ao artigo, fornecendo parte da base filosófica da estatística bayesiana. Em 1765, foi eleito membro da Royal Society em reconhecimento ao seu trabalho sobre o legado de Bayes.

### Demógrafo

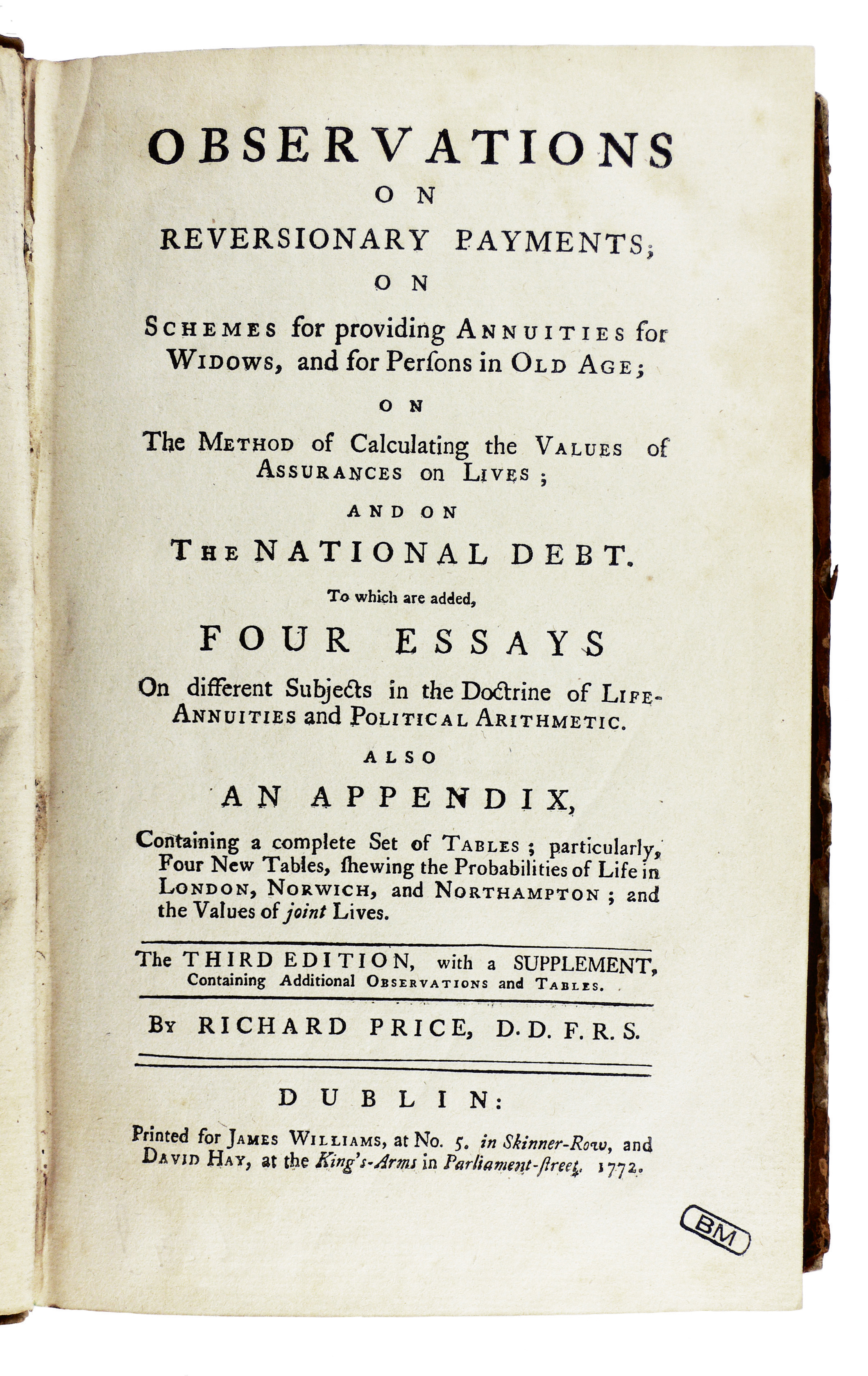
Observations on reversionary payments, 1772

Por volta de 1766, Price trabalhou com a Society for Equitable Assurances. Em 1769, em uma carta para Benjamin Franklin, fez algumas observações sobre expectativa de vida e a população de Londres, publicadas nos Philosophical Transactions daquele ano. Entre os pontos de vista de Price estava a crença de que grandes cidades eram prejudiciais e de que seria necessário impor certas restrições ao comércio e à movimentação populacional.
Em particular, Price se interessou pelos números de Franklin e Ezra Stiles sobre a população colonial da América, que em alguns locais dobrava a cada 22 anos. Um debate sobre a população britânica havia começado na década de 1750 (com William Brakenridge, Richard Forster, Robert Wallace, que apontavam a manufatura e a varíola como fatores de redução populacional, e William Bell), mas era inconclusivo diante da falta de números confiáveis. O tema interessava também aos escritores europeus de modo geral. A forma quantitativa da teoria de Price sobre a despovoação na Inglaterra e no País de Gales equivalia a uma queda aproximada de 25% na população desde 1688. Esse dado foi contestado numericamente por Arthur Young em seu Political Arithmetic (1774), que também criticava os fisiocratas.
Em maio de 1770, Price apresentou à Royal Society um artigo sobre o método apropriado de calcular os valores de reversões contingentes. Seu livro Observations on Reversionary Payments (1771) tornou-se um clássico, em uso por cerca de um século, e forneceu a base para cálculos financeiros de seguros e sociedades de benefícios, muitas das quais haviam sido fundadas recentemente. A chamada “tábua de Northampton”, uma tábua de vida compilada por Price usando dados de Northampton, tornou-se padrão por cerca de cem anos no trabalho atuarial. Foi usada por companhias de seguro de vida como a Scottish Widows e a Clerical Medical. Ela também superestimava a mortalidade, algo vantajoso para as seguradoras, mas desfavorável a quem comprava anuidades. O sobrinho de Price, William Morgan, foi atuário e tornou-se gerente da Equitable em 1775. Posteriormente, ele escreveu um memorial sobre a vida de Price.
Price escreveu ainda Essay on the Population of England (2.ª edição, 1780), que influenciou Thomas Robert Malthus. A persistência de sua afirmação sobre a despovoação britânica foi contestada por John Howlett em 1781. Nessa época, teve início a investigação sobre as causas reais de problemas de saúde, em um grupo de médicos radicais em torno de Priestley, que incluía Price, mas era centrado nas Midlands e no noroeste: John Aikin, Matthew Dobson, John Haygarth e Thomas Percival. Desses, Haygarth e Percival forneceram números a Price, complementando dados que ele mesmo coletara em paróquias de Northampton.

### Finanças públicas
Em 1771, Price publicou Appeal to the Public on the Subject of the National Debt (ed. 1772 e 1774). Esse panfleto gerou considerável controvérsia e, acredita-se, influenciou William Pitt the Younger na restauração do sinking fund para a extinção da dívida pública (national debt), criado por Robert Walpole em 1716 e abolido em 1733. Os meios propostos para a extinção da dívida são descritos por Lord Overstone como “uma espécie de maquinismo de hocus-pocus”, que supostamente funcionaria “sem prejuízo para ninguém”, e, portanto, insustentável. As ideias de Price foram atacadas por John Brand em 1776. Quando Brand retornou ao tema das finanças e questões fiscais em Alteration of the Constitution of the House of Commons and the Inequality of the Land Tax (1793), recorreu ao trabalho de Price, entre outros.

### Filosofia moral
A obra Review of the Principal Questions in Morals (1758, 3.ª ed. revisada em 1787) contém a teoria ética de Price. O livro pretende ser uma refutação de Francis Hutcheson. Price representava uma tradição diferente, a ética deontológica em vez da ética da virtude de Hutcheson, remontando a Samuel Clarke e John Balguy. A obra é dividida em dez capítulos, dos quais o primeiro apresenta sua principal teoria ética, aliada à de Ralph Cudworth. Outros capítulos mostram sua relação com Joseph Butler e Immanuel Kant. Filosoficamente e politicamente, Price tinha algo em comum com Thomas Reid. Hoje, como moralista, Price é considerado um precursor do intuicionismo racional do século XX. Ele recorreu, entre outras fontes, a Cícero e Paneceu, sendo caracterizado como um “platônico britânico”.
J. G. A. Pocock comenta que Price era antes de tudo um moralista, colocando a moralidade muito à frente de compromissos democráticos. Price foi amplamente criticado por isso e pela falta de interesse na sociedade civil. Além de Burke, John Adams, Adam Ferguson e Josiah Tucker escreveram contra ele. James Mackintosh escreveu que Price tentava reviver a obrigação moral. Théodore Simon Jouffroy preferia Price a Cudworth, Reid e Dugald Stewart. Consulte também History of Moral Philosophy in England de William Whewell; Mental and Moral Sciences de Alexander Bain; e o monográfico de Thomas Fowler sobre Shaftesbury e Hutcheson.
Para Price, certo e errado pertencem às ações em si mesmas, e ele rejeita o consequencialismo. Esse valor ético é percebido pela razão ou entendimento, que reconhece intuitivamente a adequação ou congruência entre ações, agentes e circunstâncias totais. Ao argumentar que o julgamento ético é um ato de discriminação, ele se esforça para invalidar a teoria do senso moral. Reconhece que ações corretas devem ser “agradáveis” a nós; de fato, a aprovação moral inclui tanto um ato de entendimento quanto uma emoção do coração. Ainda assim, ele defende que somente a razão, em seu mais alto grau de desenvolvimento, seria um guia suficiente. Nesse ponto, aproxima-se de Kant; a razão é a árbitra e o correto é:
1. não uma questão de emoções;
2. não relativo à natureza humana imperfeita.

A principal diferença de Price em relação a Cudworth é que, enquanto Cudworth considera o critério moral como um νόημα ou modificação da mente, existente de forma embrionária e desenvolvido pelas circunstâncias, Price o vê como adquirido a partir da contemplação das ações, mas adquirido necessariamente, de modo imediato e intuitivo. Em sua visão de ação desinteressada (cap. iii), segue Butler. Ele considera a felicidade o único fim, concebível por nós, da divina Providência, mas trata-se de uma felicidade totalmente dependente da retidão. A virtude sempre tende à felicidade e, no fim, deve produzi-la em sua forma perfeita.

### Outras obras
Price também escreveu os Fast-day Sermons, publicados em 1779 e 1781. Durante toda a Guerra Americana, ele pregou sermões nos dias de jejum e aproveitou para criticar as políticas coercitivas da Grã-Bretanha em relação às colônias. Uma lista completa de suas obras foi fornecida como apêndice ao Funeral Sermon de Priestley.